# Pongrácz Kálmán
Pongrácz Kálmán (Erzsébetfalva, 1898. október 11. – Budapest, 1980. január 15.) magyar kommunista politikus, az Elnöki Tanács tagja, Budapest utolsó polgármestere, majd Budapest Főváros Tanácsa végrehajtó bizottságának első elnöke, országgyűlési képviselő.

## Pályája
Szülei Pongrácz András és Tóth Anna voltak. Eredeti szakmája vasesztergályos volt, majd 1956-ban Budapesten jogi karon végzett. A szakszervezeti mozgalomban 18 éves korától vett részt. 1918 után a Ganz Villamossági Gyárban dolgozott. 1922-ben házasságot kötött Parditka Katalinnal, majd kilenc évvel később elvált tőle. 1931-ben lépett be a Kommunisták Magyarországi Pártjába (KMP).
1938-ban a Ganz Villamossági Gyár szakszervezeti főbizalmija lett és a Vas- és Fémmunkások Szakszervezete Központi Vezetőségének tagja. 1945 és 1947 közt a Ganz gyárak központi üzemi bizottságának elnöke volt.
1947-ben a Ganz Vagongyár vezérigazgatójának nevezték ki.

### Budapest élén
1949-ben Budapest polgármestere lett, a tanácsrendszer bevezetésével 1950-ben pedig Budapest tanácsa végrehajtó bizottságának (VB) elnöke lett. E posztot nyugdíjba vonulásáig, 1958-ig töltötte be.
Polgármestersége évében adták át az újjáépített Lánchidat, és ekkor indult meg a budapesti troliközlekedés. Az első troli a 70 éves Sztálin tiszteletére a 70-es számot kapta. 1950 májusában megnyílt a Ferihegyi repülőtér, megkezdődött a metró építése (ez utóbb, 1954-ben pénzhiány miatt leállt), és átadták a mai Árpád hidat (akkor Sztálin híd), valamint létrehozták Nagy-Budapestet.
Pongrácz VB-elnökségének első évében adták át a csepeli HÉV-et és a Ferencváros vasútállomást, 1952-ben pedig a Petőfi hidat. 1955-ben Budapesten a tömegközlekedési eszközök túlzsúfoltsága miatt elrendelték a lépcsőzetes munkakezdést. 1957-ben a zaj miatt kitiltották a belvárosból a traktorokat. VB-elnökségének utolsó évében jelentette be a rendőrség, hogy a fővárosban felszámolták a prostitúciót. Ekkor épültek az első kísérleti panelházak Budapesten, a Nagy Lajos király úton.

### Más politikai tisztségei
1951 és[1956 közt a kommunista MDP Központi Vezetőségének tagja volt.
1949-től volt országgyűlési képviselő. 1954 és 1960 között a Hazafias Népfront Országos Tanácsa elnökségi tagja volt, 1963 és 1970 között pedig az Elnöki Tanács tagja.